# Sainte-Croix-de-Mareuil
Pour les articles homonymes, voir Sainte-Croix.
Sainte-Croix-de-Mareuil est une commune française située dans le département de la Dordogne, en région Nouvelle-Aquitaine.
Elle est intégrée au parc naturel régional Périgord-Limousin.

## Géographie

### Communes limitrophes
Sainte-Croix-de-Mareuil est limitrophe de quatre autres communes, dont une dans le département de la Charente.
| Combiers (Charente)            |                         | Mareuil en Périgord |
| La Rochebeaucourt-et-Argentine | Sainte-Croix-de-Mareuil |                     |
|                                | Gout-Rossignol          |                     |

### Géologie et relief

#### Géologie
Situé sur la plaque nord du Bassin aquitain et bordé à son extrémité nord-est par une frange du Massif central, le département de la Dordogne présente une grande diversité géologique. Les terrains sont disposés en profondeur en strates régulières, témoins d'une sédimentation sur cette ancienne plate-forme marine. Le département peut ainsi être découpé sur le plan géologique en quatre gradins différenciés selon leur âge géologique. Sainte-Croix-de-Mareuil est située dans le troisième gradin à partir du nord-est, un plateau formé de calcaires hétérogènes du Crétacé.
Les couches affleurantes sur le territoire communal sont constituées de formations superficielles du Quaternaire datant du Cénozoïque, de roches sédimentaires du Mésozoïque. La formation la plus ancienne, notée j6-7, date du Kimméridgien terminal au Tithonien, composée de calcaires micritiques en petits bancs alternant avec des bancs marneux à lumachelles. La formation la plus récente, notée Eg, fait partie des formations superficielles de types grèze ou colluvions fluvio-glaciaires calcaires cimentées. Le descriptif de ces couches est détaillé dans  la feuille « no 734 - Nontron » de la carte géologique au 1/50 000 de la France métropolitaine, et sa notice associée. La commune est située sur le sommet de l'anticlinal de Mareuil, sur un îlot de calcaire jurassique entouré de calcaire crétacé, appelé boutonnière en géologie.

Carte géologique de Sainte-Croix-de-Mareuil.
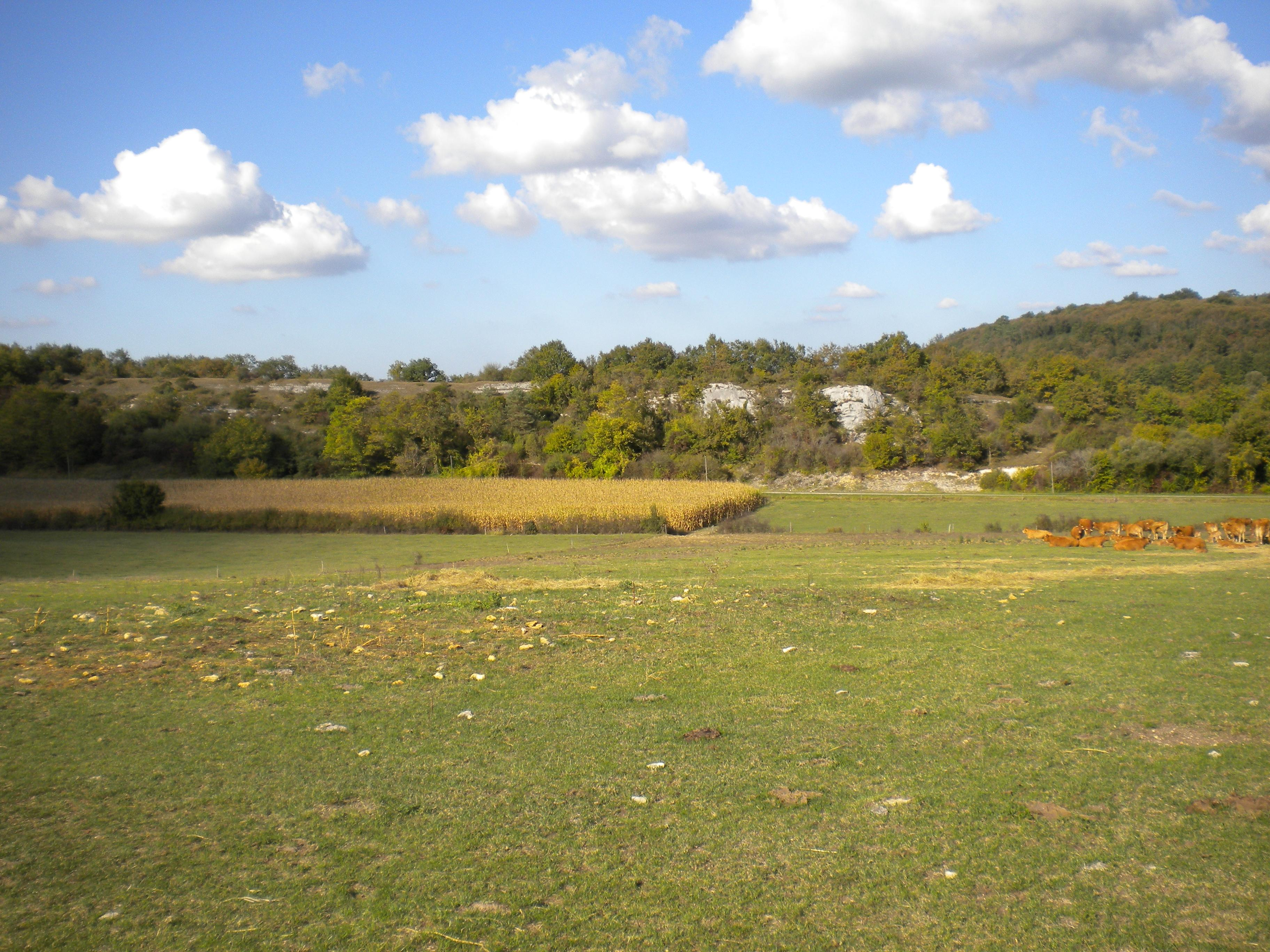
L'extrémité nord-ouest de la boutonnière.

#### Relief et paysages
Le département de la Dordogne se présente comme un vaste plateau incliné du nord-est (491 m, à la forêt de Vieillecour dans le Nontronnais, à Saint-Pierre-de-Frugie) au sud-ouest (2 m à Lamothe-Montravel). L'altitude du territoire communal varie quant à elle entre 95 mètres et 192 mètres,.
Dans le cadre de la Convention européenne du paysage entrée en vigueur en France le 1er juillet 2006, renforcée par la loi du 8 août 2016 pour la reconquête de la biodiversité, de la nature et des paysages, un atlas des paysages de la Dordogne a été élaboré sous maîtrise d’ouvrage de l’État et publié en octobre 2020. Les paysages du département s'organisent en huit unités paysagères,. La commune fait partie du Périgord central, un paysage vallonné, aux horizons limités par de nombreux bois, plus ou moins denses, parsemés de prairies et de petits champs.
La superficie cadastrale de la commune publiée par l'Insee, qui sert de référence dans toutes les statistiques, est de 11,93 km2,,. La superficie géographique, issue de la BD Topo, composante du Référentiel à grande échelle produit par l'IGN, est quant à elle de 12,29 km2.

### Hydrographie

#### Réseau hydrographique
La commune est située dans le bassin de la Dordogne au sein du Bassin Adour-Garonne. Elle est drainée par la Nizonne, la Belle, et par deux petits cours d'eau, qui constituent un réseau hydrographique de 12 km de longueur totale,.
La Lizonne, appelée Nizonne dans sa partie amont, d'une longueur totale de 60,49 km, prend sa source dans la commune de Sceau-Saint-Angel et se jette ans la Dronne en rive droite, en limite d'Allemans et de Saint-Séverin, face à la commune de Bourg-du-Bost,. La Nizonne borde la commune au nord-est sur deux kilomètres et demi, face à Mareuil en Périgord (territoire de l'ancienne commune des Graulges) et Combiers.
La Belle, d'une longueur totale de 15,59 km, prend sa source dans la commune de Mareuil en Périgord (territoire de l'ancienne commune de Monsec) et se jette dans un bras de la Nizonne sur la commune, à l'est du lieu-dit le Cros, face à Combiers,. Elle traverse le territoire communal de l'est au nord sur trois kilomètres, formant plusieurs bras.

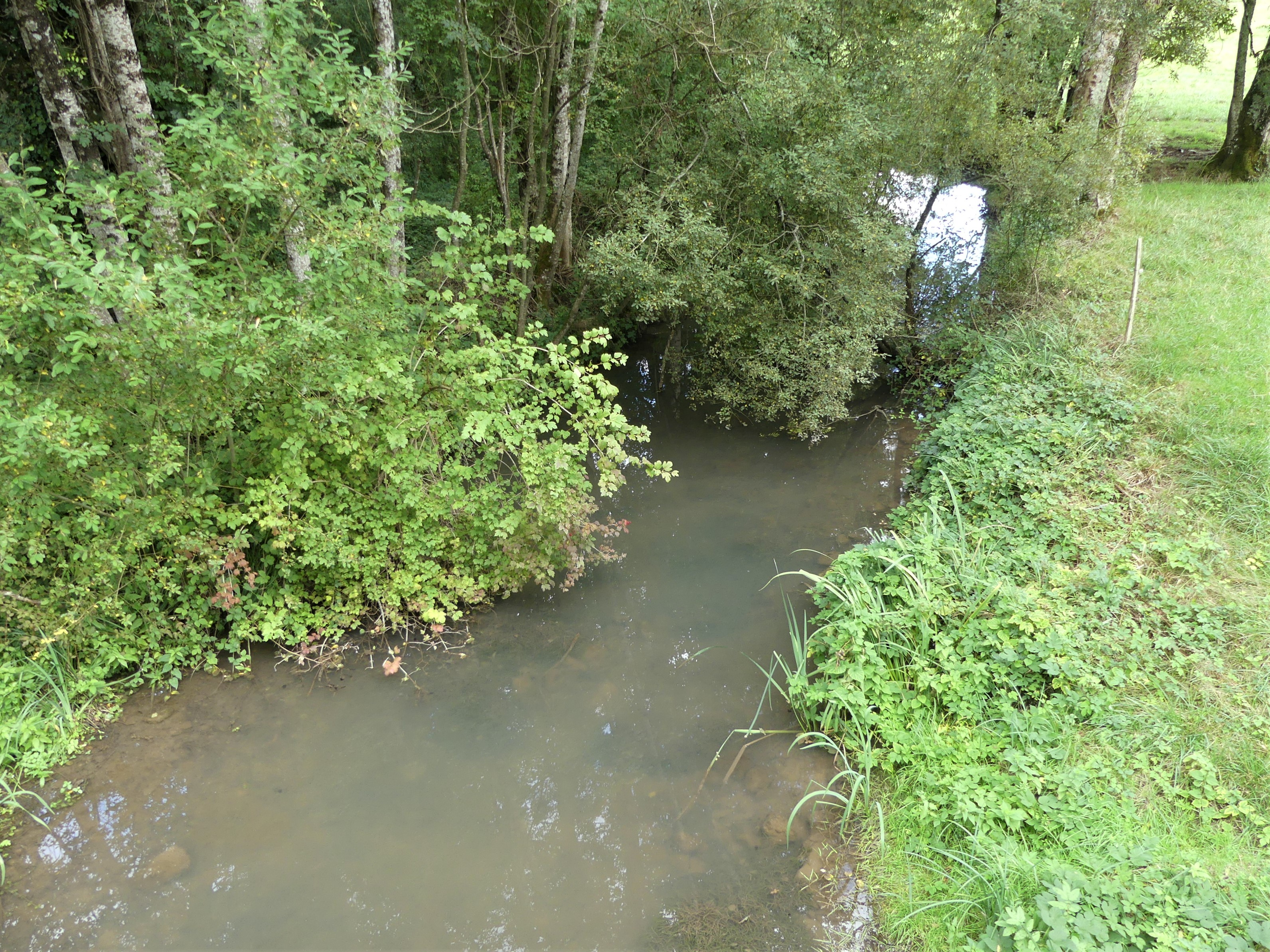
La Nizonne au pont de la RD 99, en limite des Graulges (vue vers l'amont).
Réseaux hydrographique et routier de Sainte-Croix-de-Mareuil.

#### Gestion et qualité des eaux
Le territoire communal est couvert par le schéma d'aménagement et de gestion des eaux (SAGE) « Isle - Dronne ». Ce document de planification, dont le territoire regroupe les bassins versants de l'Isle et de la Dronne, d'une superficie de 7 500 km2, a été approuvé le 2 août 2021. La structure porteuse de l'élaboration et de la mise en œuvre est l'établissement public territorial de bassin de la Dordogne (EPIDOR). Il définit sur son territoire les objectifs généraux d’utilisation, de mise en valeur et de protection quantitative et qualitative des ressources en eau superficielle et souterraine, en respect des objectifs de qualité définis dans le troisième SDAGE  du Bassin Adour-Garonne qui couvre la période 2022-2027, approuvé le 10 mars 2022.
La qualité des eaux de baignade et des cours d’eau peut être consultée sur un site dédié géré par les agences de l’eau et l’Agence française pour la biodiversité.

### Climat
Pour des articles plus généraux, voir Climat de la Nouvelle-Aquitaine et Climat de la Dordogne.
Historiquement, la commune est exposée à un climat océanique aquitain.  
En 2020, Météo-France publie une typologie des climats de la France métropolitaine dans laquelle la commune est exposée à un climat océanique altéré et est dans la région climatique  Aquitaine, Gascogne, caractérisée par une pluviométrie abondante au printemps, modérée en automne, un faible ensoleillement au printemps, un été chaud (19,5 °C), des vents faibles, des brouillards fréquents en automne et en hiver et des orages fréquents en été (15 à 20 jours).
Pour la période 1971-2000, la température annuelle moyenne est de 12,4 °C, avec  une amplitude thermique annuelle de 14,4 °C. Le cumul annuel moyen de précipitations est de 916 mm, avec 12,3 jours de précipitations en janvier et 6,8 jours en juillet. Pour la période 1991-2020, la température moyenne annuelle observée sur la station météorologique la plus proche, située sur la commune de Saint-Martial-Viveyrol à 13 km à vol d'oiseau, est de 13,3 °C et le cumul annuel moyen de précipitations est de 862,3 mm,. Pour l'avenir, les paramètres climatiques de la commune estimés pour 2050 selon différents scénarios d’émission de gaz à effet de serre sont consultables sur un site dédié publié par Météo-France en novembre 2022.

### Milieux naturels et biodiversité

#### Parc naturel
La commune fait partie du parc naturel régional Périgord-Limousin depuis la création de celui-ci en 1998, adhésion renouvelée en 2011.

#### ZNIEFF

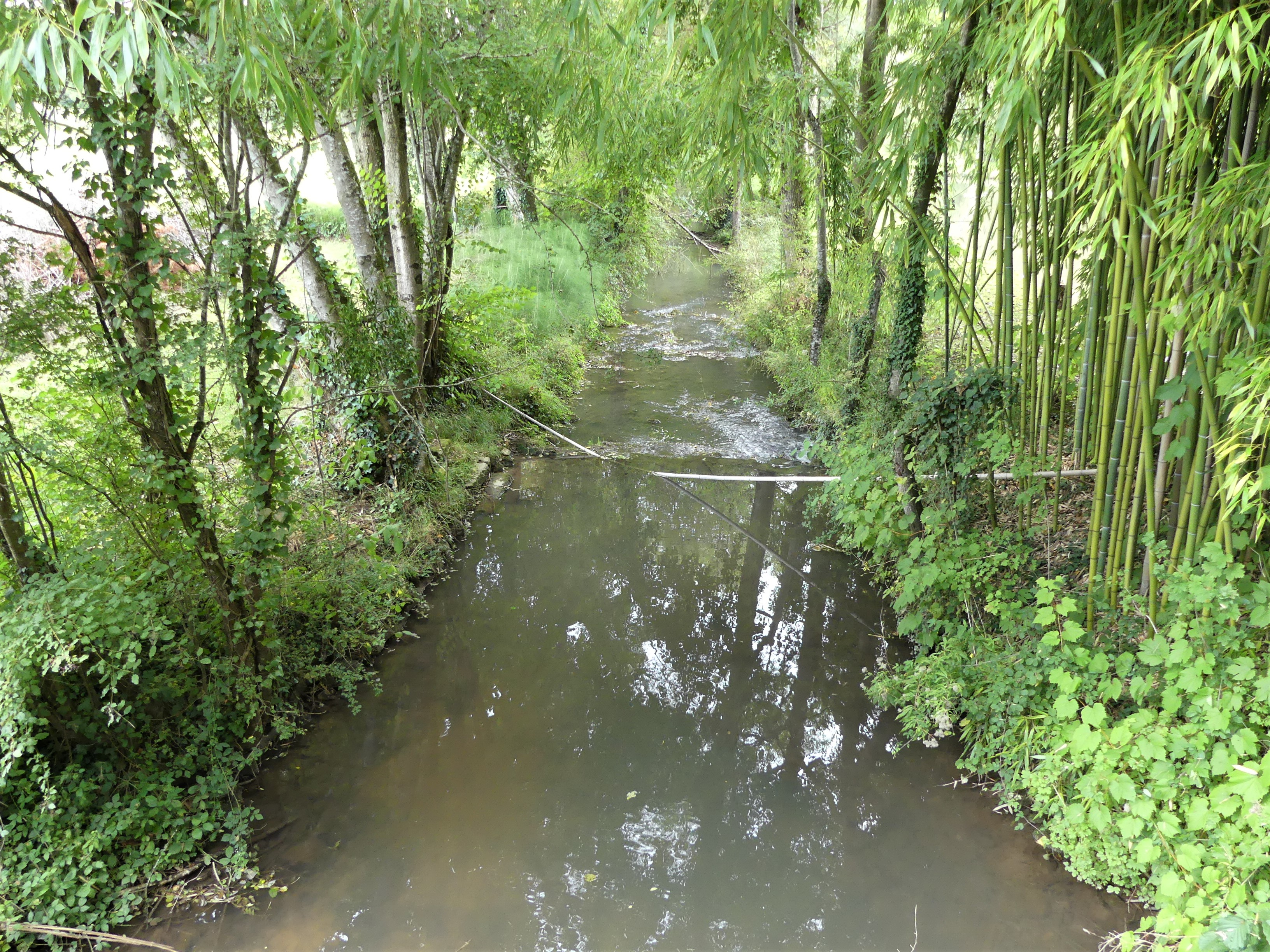
La Nizonne au pont de la RD 99, en limite des Graulges (vue vers l'aval).

La vallée de la Nizonne est protégée dans sa traversée de la commune au titre de la zone naturelle d'intérêt écologique, faunistique et floristique (ZNIEFF) de type II « Vallée de la Nizonne »,.
Sa faune est constituée d'environ 250 espèces dont trente sont considérées comme déterminantes :
- vingt mammifères, dont la Loutre d'Europe (Lutra lutra), le Vison d'Europe (Mustela lutreola) et dix-huit espèces de chauves-souris : la Barbastelle d'Europe (Barbastella barbastellus), le Grand murin (Myotis myotis), le Grand rhinolophe (Rhinolophus ferrumequinum), le Minioptère de Schreibers (Miniopterus schreibersii), le Murin à moustaches (Myotis mystacinus), le Murin à oreilles échancrées (Myotis emarginatus), le Murin de Bechstein (Myotis bechsteinii), le Murin de Daubenton (Myotis daubentonii), le Murin de Natterer (Myotis nattereri), la Noctule commune (Nyctalus noctula), la Noctule de Leisler (Nyctalus leisleri), l'Oreillard gris (Plecotus austriacus), l'Oreillard roux (Plecotus auritus), le Petit murin (Myotis blythii), le Petit rhinolophe (Rhinolophus hipposideros), la Pipistrelle de Kuhl (Pipistrellus kuhlii), la Pipistrelle de Nathusius (Pipistrellus nathusii) et la Sérotine commune (Eptesicus serotinus) ;
- sept insectes dont quatre papillons : l'Azuré de la croisette (Phengaris rebeli), l'Azuré de la sanguisorbe (Phengaris teleius), le Cuivré des marais (Lycaena dispar), le Fadet des laîches (Coenonympha oedippus), et trois libellules : l'Agrion de Mercure (Coenagrion mercuriale), la Cordulie à corps fin (Oxygastra curtisii) et le Gomphe de Graslin (Gomphus graslinii) ;
- deux amphibiens, la Rainette verte (Hyla arborea) et le Triton marbré (Triturus marmoratus) ;
- un reptile : la Cistude d'Europe (Emys orbicularis).

Sa flore est également constituée de plus de deux cents espèces de plantes, dont neuf sont considérées comme déterminantes : la Fritillaire pintade (Fritillaria meleagris), la Gentiane des marais (Gentiana pneumonanthe), l'Hélianthème blanc (Helianthemum canum), l'Orchis à fleurs lâches (Anacamptis laxiflora), l'Orpin de Nice (Sedum sediforme), le Pigamon jaune (Thalictrum flavum), la Sabline des chaumes (Arenaria controversa), le Scirpe des bois (Scirpus sylvaticus) et l'Utriculaire citrine (Utricularia australis).
Sous-ensemble de la ZNIEFF précédente, la vallée de la Belle est une ZNIEFF de type I,. Deux espèces déterminantes y ont été identifiées, un mammifère : le Vison d'Europe, et une plante : la Fritillaire pintade.
Une mince bande de moins de deux hectares le long de la Nizonne, près du lieu-dit Côte de la Bure, fait partie d'une autre ZNIEFF de type I « Marais alcalins de la vallée de la Nizonne », dans laquelle ont été recensées douze espèces déterminantes d'animaux : l'Agrion de Mercure (Coenagrion mercuriale), l'Azuré de la croisette (Phengaris rebeli), l'Azuré de la sanguisorbe (Phengaris teleius), la Cistude (Emys orbicularis), la Cordulie à corps fin (Oxygastra curtisii), le Cuivré des marais (Lycaena dispar), le Fadet des laîches (Coenonympha oedippus), le Gomphe de Graslin (Gomphus graslinii), la Loutre d'Europe (Lutra lutra), la Rainette verte (Hyla arborea), le Triton marbré (Triturus marmoratus) et le Vison d'Europe (Mustela lutreola), ainsi que cinq espèces déterminantes de plantes : la Fritillaire pintade (Fritillaria meleagris), la Gentiane des marais (Gentiana pneumonanthe), le Pigamon jaune (Thalictrum flavum), la Sagittaire à feuilles en flèche (Sagittaria sagittifolia) et l'Utriculaire citrine (Utricularia australis). Par ailleurs, 160 autres espèces animales et 156 autres espèces végétales y ont été répertoriées.

#### Natura 2000
Dans leur traversée de la commune, la Nizonne, la Belle et leurs vallées font partie d'une zone du réseau Natura 2000 également appelée « Vallée de la Nizonne » avec vingt espèces animales inscrites à l'annexe II de la directive 92/43/CEE de l'Union européenne :
- sept insectes : l'Agrion de Mercure (Coenagrion mercuriale), l'Azuré de la sanguisorbe (Phengaris teleius), la Cordulie à corps fin (Oxygastra curtisii), le Cuivré des marais (Lycaena dispar), le Damier de la succise (Euphydryas aurinia), le Fadet des laîches (Coenonympha oedippus) et le Gomphe de Graslin (Gomphus graslinii) ;
- dix mammifères : la Loutre d'Europe (Lutra lutra), le Vison d'Europe (Mustela lutreola), et huit chauves-souris : la Barbastelle d'Europe (Barbastella barbastellus), le Grand murin (Myotis myotis), le Grand rhinolophe (Rhinolophus ferrumequinum), le Minioptère de Schreibers (Miniopterus schreibersii), le Murin à oreilles échancrées (Myotis emarginatus), le Murin de Bechstein (Myotis bechsteinii), le Petit murin (Myotis blythii) et le Petit rhinolophe (Rhinolophus hipposideros) ;
- deux poissons : le Chabot fluviatile (Cottus perifretum) et la Lamproie de Planer (Lampetra  planeri) ;
- un reptile : la Cistude (Emys orbicularis).

## Urbanisme

### Typologie
Au 1er janvier 2024, Sainte-Croix-de-Mareuil est catégorisée commune rurale à habitat très dispersé, selon la nouvelle grille communale de densité à 7 niveaux définie par l'Insee en 2022.
Elle est située hors unité urbaine et hors attraction des villes,.

### Occupation des sols
L'occupation des sols de la commune, telle qu'elle ressort de la base de données européenne d’occupation biophysique des sols Corine Land Cover (CLC), est marquée par l'importance des territoires agricoles (55,2 % en 2018), en augmentation par rapport à 1990 (54 %). La répartition détaillée en 2018 est la suivante : 
forêts (39,9 %), terres arables (28,2 %), zones agricoles hétérogènes (16,2 %), prairies (10,9 %), mines, décharges et chantiers (4,6 %), milieux à végétation arbustive et/ou herbacée (0,3 %). L'évolution de l’occupation des sols de la commune et de ses infrastructures peut être observée sur les différentes représentations cartographiques du territoire : la carte de Cassini (XVIIIe siècle), la carte d'état-major (1820-1866) et les cartes ou photos aériennes de l'IGN pour la période actuelle (1950 à aujourd'hui).

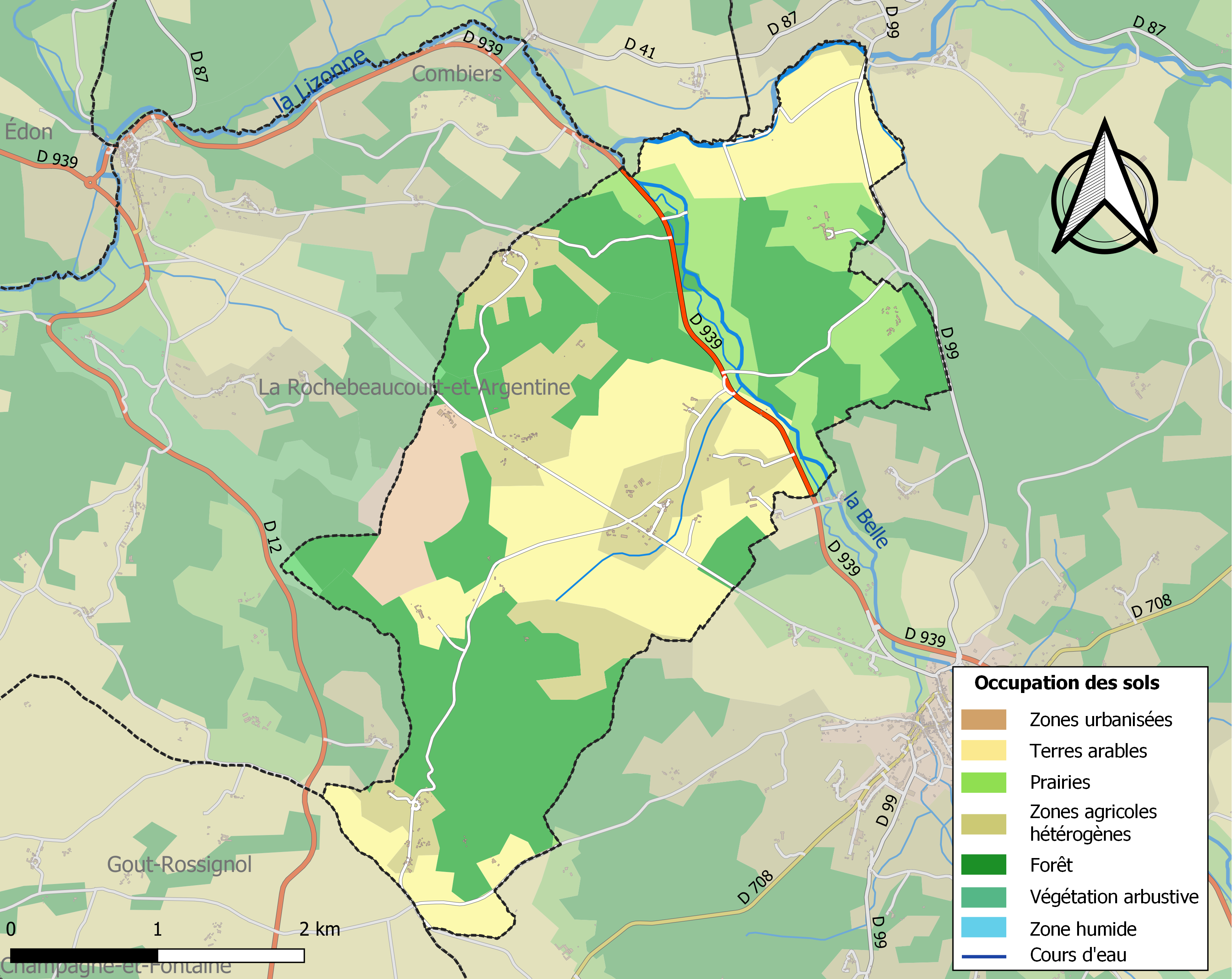
Carte des infrastructures et de l'occupation des sols de la commune en 2018 (CLC).

### Prévention des risques
Le territoire de la commune de Sainte-Croix-de-Mareuil est vulnérable à différents aléas naturels : météorologiques (tempête, orage, neige, grand froid, canicule ou sécheresse), inondations, feux de forêts, mouvements de terrains et séisme (sismicité faible). Un site publié par le BRGM permet d'évaluer simplement et rapidement les risques d'un bien localisé soit par son adresse soit par le numéro de sa parcelle.
Certaines parties du territoire communal sont susceptibles d’être affectées par le risque d’inondation par débordement de cours d'eau, notamment la Lizonne et la Belle. La commune a été reconnue en état de catastrophe naturelle au titre des dommages causés par les inondations et coulées de boue survenues en 1982, 1983 et 1999,.
Sainte-Croix-de-Mareuil est exposée au risque de feu de forêt. L’arrêté préfectoral du 14 mars 2013 fixe les conditions de pratique des incinérations et de brûlage dans un objectif de réduire le risque de départs d’incendie. À ce titre, des périodes sont déterminées : interdiction totale du 15 février au 15 mai et du 15 juin au 15 octobre, utilisation réglementée du 16 mai au 14 juin et du 16 octobre au 14 février. En septembre 2020, un plan inter-départemental de protection des forêts contre les incendies (PidPFCI) a été adopté pour la période 2019-2029,.

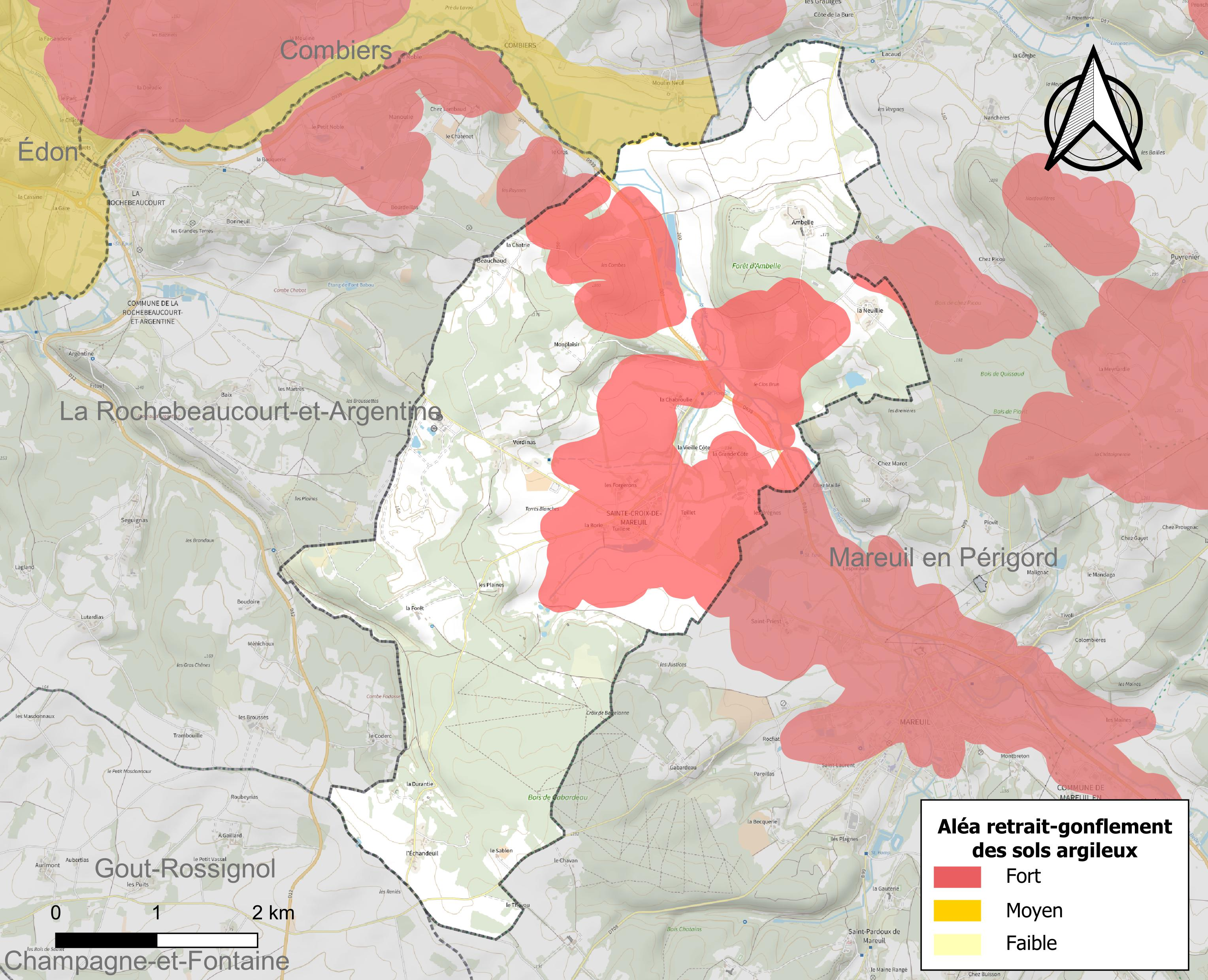
Carte des zones d'aléa retrait-gonflement des sols argileux de Sainte-Croix-de-Mareuil.

Les mouvements de terrains susceptibles de se produire sur la commune sont des affaissements et effondrements liés aux cavités souterraines (hors mines) et des tassements différentiels. Afin de mieux appréhender le risque d’affaissement de terrain, un inventaire national permet de localiser les éventuelles cavités souterraines sur la commune. Le retrait-gonflement des sols argileux est susceptible d'engendrer des dommages importants aux bâtiments en cas d’alternance de périodes de sécheresse et de pluie. 29 % de la superficie communale est en aléa moyen ou fort (58,6 % au niveau départemental et 48,5 % au niveau national métropolitain). Depuis le 1er octobre 2020, en application de la loi ÉLAN, différentes contraintes s'imposent aux vendeurs, maîtres d'ouvrages ou constructeurs de biens situés dans une zone classée en aléa moyen ou fort,.
La commune a été reconnue en état de catastrophe naturelle au titre des dommages causés par la sécheresse en 2005 et par des mouvements de terrain en 1999.

## Toponymie
En occitan, la commune porte le nom de Senta Crotz de Maruelh.

## Histoire
La commune porta, au cours de la période révolutionnaire de la Convention nationale (1792-1795), le nom d'Union-sur-Belle.

## Politique et administration

### Administration municipale
La population de la commune étant comprise entre 100 et 499 habitants au recensement de 2017, onze conseillers municipaux ont été élus en 2020,.

### Liste des maires

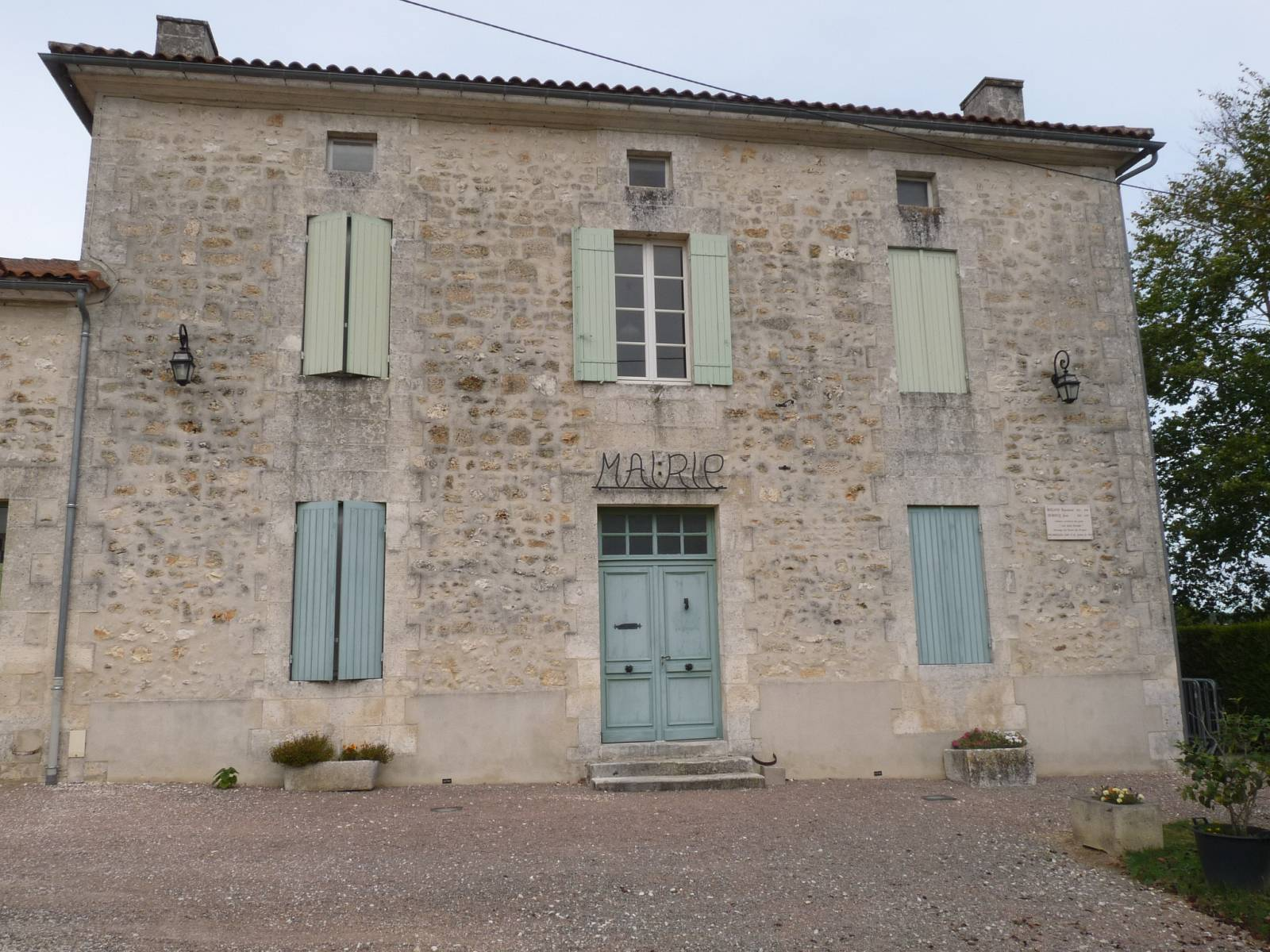
La mairie.

| Période                                  | Période    | Identité           | Étiquette | Qualité                           |
| ---------------------------------------- | ---------- | ------------------ | --------- | --------------------------------- |
| Les données manquantes sont à compléter. |            |                    |           |                                   |
|                                          |            |                    |           |                                   |
| 1996                                     | avril 2014 | Michel Jacky Boyer | SE        | Retraité                          |
| avril 2014 (réélue en mai 2020)          | En cours   | Josiane Boyer      | DVD       | Retraitée de la fonction publique |

## Équipements et services publics

### Justice
Dans le domaine judiciaire, Sainte-Croix-de-Mareuil relève : 
- du tribunal judiciaire, du tribunal pour enfants, du conseil de prud'hommes et du tribunal de commerce de Périgueux ;
- du pôle Nationalité du tribunal judiciaire de Périgueux (compétent uniquement dans le domaine de la nationalité) ;
- de la cour d'appel, du tribunal administratif et de la  cour administrative d'appel de Bordeaux.

## Population et société

### Démographie
L'évolution du nombre d'habitants est connue à travers les recensements de la population effectués dans la commune depuis 1793. Pour les communes de moins de 10 000 habitants, une enquête de recensement portant sur toute la population est réalisée tous les cinq ans, les populations de référence des années intermédiaires étant quant à elles estimées par interpolation ou extrapolation. Pour la commune, le premier recensement exhaustif entrant dans le cadre du nouveau dispositif a été réalisé en 2006.

En 2022, la commune comptait 144 habitants, en évolution de −2,7 % par rapport à 2016 (Dordogne : +0,37 %, France hors Mayotte : +2,11 %).
| 1793 | 1800 | 1806 | 1821 | 1831 | 1836 | 1841 | 1846 | 1851 |
| ---- | ---- | ---- | ---- | ---- | ---- | ---- | ---- | ---- |
| 376  | 299  | 400  | 352  | 477  | 474  | 428  | 433  | 438  |

| 1856 | 1861 | 1866 | 1872 | 1876 | 1881 | 1886 | 1891 | 1896 |
| ---- | ---- | ---- | ---- | ---- | ---- | ---- | ---- | ---- |
| 395  | 386  | 396  | 397  | 376  | 406  | 390  | 329  | 332  |

| 1901 | 1906 | 1911 | 1921 | 1926 | 1931 | 1936 | 1946 | 1954 |
| ---- | ---- | ---- | ---- | ---- | ---- | ---- | ---- | ---- |
| 299  | 276  | 275  | 242  | 240  | 222  | 216  | 201  | 166  |

| 1962 | 1968 | 1975 | 1982 | 1990 | 1999 | 2006 | 2011 | 2016 |
| ---- | ---- | ---- | ---- | ---- | ---- | ---- | ---- | ---- |
| 160  | 150  | 153  | 144  | 142  | 137  | 132  | 139  | 148  |

| 2021 | 2022 | - | - | - | - | - | - | - |
| ---- | ---- | - | - | - | - | - | - | - |
| 148  | 144  | - | - | - | - | - | - | - |

## Économie
Une importante carrière de calcaire est exploitée sur Sainte-Croix-de-Mareuil, avec débordement sur la commune voisine de La Rochebeaucourt-et-Argentine. Fin 2024, l'Institut national de la propriété industrielle a homologué en tant qu'indication géographique la « pierre de Mareuil » dont le gisement concerne une soixantaine de communes.

### Emploi
En 2015, parmi la population communale comprise entre 15 et 64 ans, les actifs représentent cinquante-sept personnes, soit 39,3 % de la population municipale. Le nombre de chômeurs (neuf) a augmenté par rapport à 2010 (quatre) et le taux de chômage de cette population active s'établit à 15,5 %.

### Établissements
Au 31 décembre 2015, la commune compte treize établissements, dont quatre au niveau des commerces, transports ou services, trois dans la construction, trois dans l'agriculture, la sylviculture ou la pêche, deux dans l'industrie, et un relatif au secteur administratif.

## Culture locale et patrimoine

### Lieux et monuments
- Église.
- Manoir.

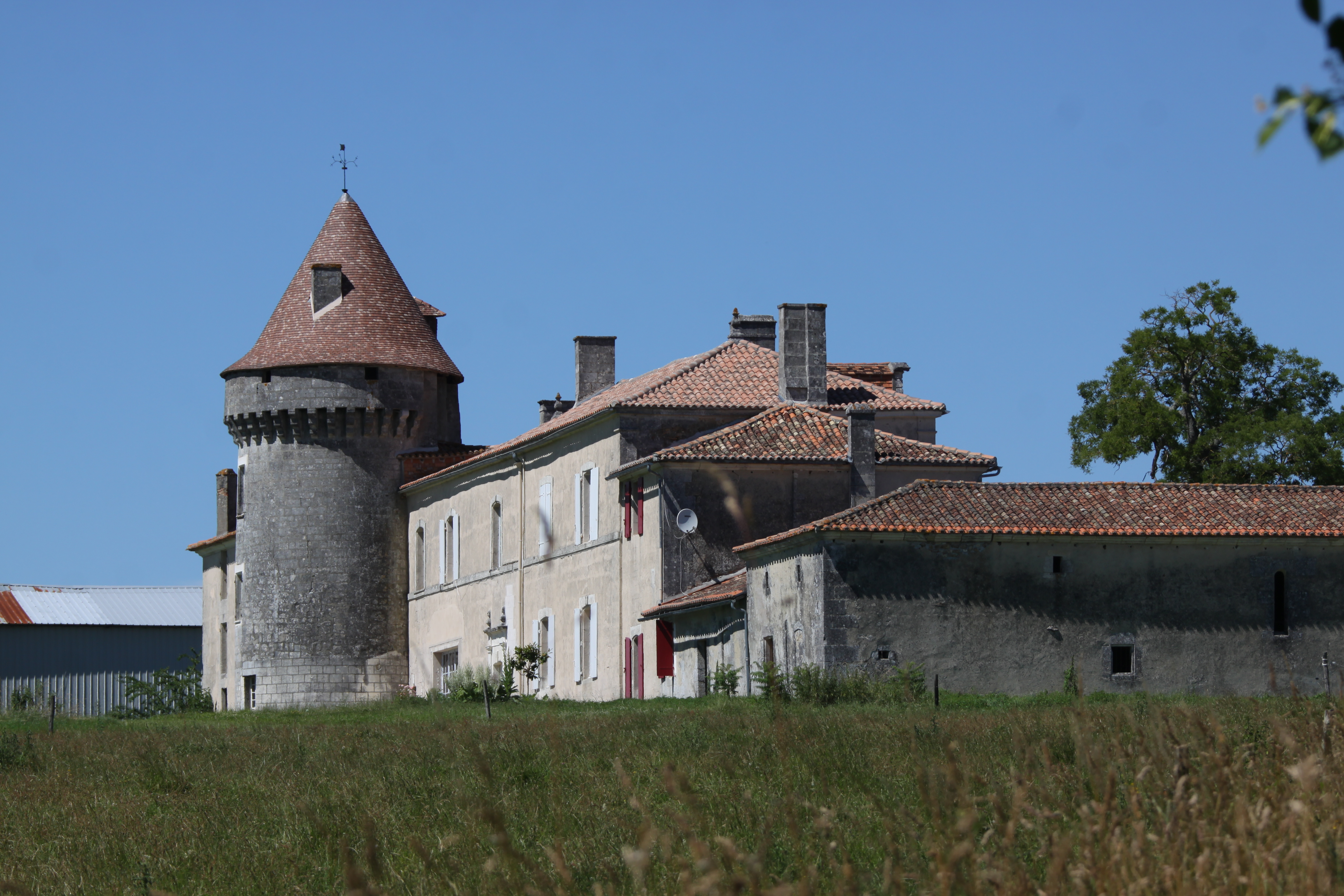
Le château d'Ambelle.

- Le repaire noble d'Ambelle, devenu une exploitation agricole[70]. Bâti du XVIe au XVIIIe siècle[réf. nécessaire].

#### Natura 2000
La vallée de la Nizonne est aussi une zone Natura 2000 avec vingt espèces animales inscrites à l'annexe II de la directive habitats de l'Union européenne, :
- dix espèces de mammifères dont huit chauves-souris (Barbastelle d'Europe, Grand murin, Grand rhinolophe, Minioptère de Schreibers, Murin à oreilles échancrées, Murin de Bechstein, Petit murin et Petit rhinolophe), ainsi que la Loutre d'Europe et le Vison d'Europe (Mustela lutreola) ;
- parmi les insectes, le Damier de la succise (Euphydryas aurinia), plus six espèces déjà protégées dans la ZNIEFF du même nom, hormis l'Azuré de la croisette ;
- la tortue Cistude d'Europe ;
- le Chabot fluviatile (Cottus perifretum) et la Lamproie de Planer (Lampetra planeri).

### Personnalités liées à la commune
- Jacques Vivier (1930-2021) est un coureur cycliste français, né à Sainte-Croix-de-Mareuil. Il a gagné deux étapes de plat dans le Tour de France à l'époque de Fausto Coppi (1952) et de Louison Bobet (1954).
- Isabelle de Pindray d'Ambelle (1858-1961), née Houdetot, écrivaine.

### Héraldique
| Blason de Sainte-Croix-de-Mareuil | Blason  | D’argent au sautoir de gueules au chef d’azur chargé d’une croisette latine d’or accostée de deux croisettes latines du champ                          |
| Blason de Sainte-Croix-de-Mareuil | Détails | Le blason fait référence à celui de la famille de Pindray d'Ambelle (d’argent au sautoir de gueules). Le statut officiel du blason reste à déterminer. |